# 도쿄 괴담
"도쿄 괴담"(일본어: きさらぎ駅)은 2022년에 개봉한 일본의 드라마, 공포 영화이다.

## 캐스팅

### 주연
- 츠네마츠 유리
- 혼다 미유